# Lista de municípios de Roraima

Mapa de Roraima com subdivisões oficiais.

Esta é a lista de municípios de Roraima, que são as divisões oficiais do referido estado, localizado na Região Norte do Brasil. Com mais de 224,3 mil quilômetros quadrados (km²) de área territorial (2,628% do território nacional), Roraima possui apenas quinze municípios, a menor quantidade dentre os estados brasileiros. É ainda a unidade da Federação menos populosa do país, com cerca de 630 mil habitantes, dos quais dois terços em Boa Vista, a única capital estadual do país situada totalmente no hemisfério norte. Boa Vista é ainda o município mais antigo de Roraima, criado em 1890 quando ainda era parte do Amazonas. Por sua vez, Caroebe, desmembrado de São João da Baliza em 1994 e instalado em 1997, é o mais recente. Ao todo, o estado de Roraima possui 15 municípios, sendo o estado brasileiro com menor número de municípios (excluindo o Distrito Federal).
Roraima faz divisa com dois estados brasileiros, Pará (a sudeste) e Amazonas (sul e sudoeste) e está na fronteira do Brasil com dois países sul-americanos: Venezuela (norte e noroeste) e Guiana (a leste). É o estado mais setentrional da Federação, abrigando o ponto mais a norte do Brasil, o Monte Caburaí, dentro do Parque Nacional do Monte Roraima, em Uiramutã. Situado numa região periférica da Amazônia Legal, predomina em Roraima a floresta amazônica, havendo ainda uma enorme faixa de savana no Centro-Leste. Encravado no Planalto das Guianas, uma parte ao sul pertence à Planície Amazônica.
Somente os municípios de Caracaraí e Rorainópolis são atravessados pela linha do Equador, representando 13,33% do total, sendo este o menor número de municípios de uma Unidade Federativa brasileira contemplados por uma linha imaginária principal (dentre os Estados cortados por uma).

## Municípios

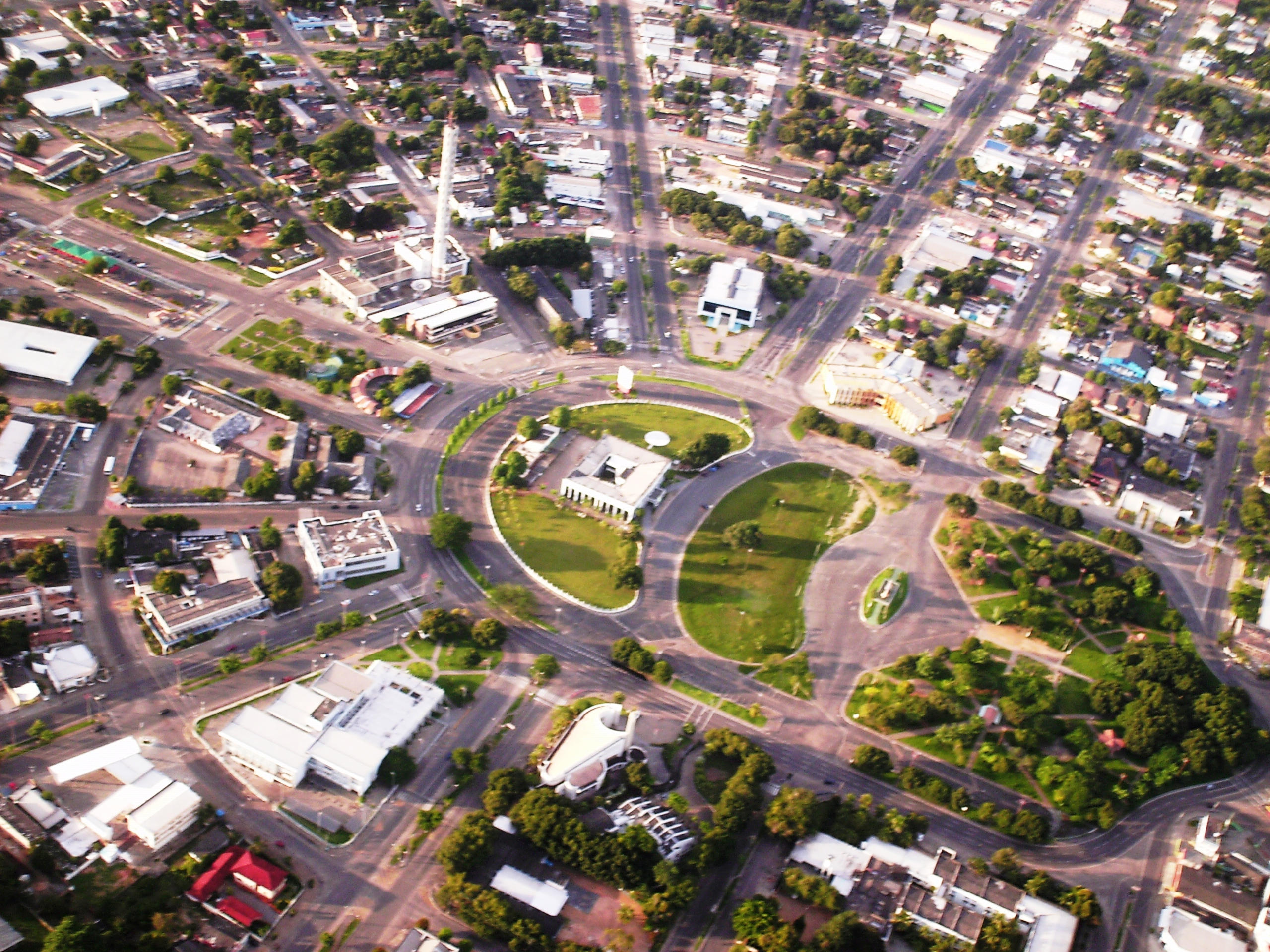
Centro cívico de Boa Vista

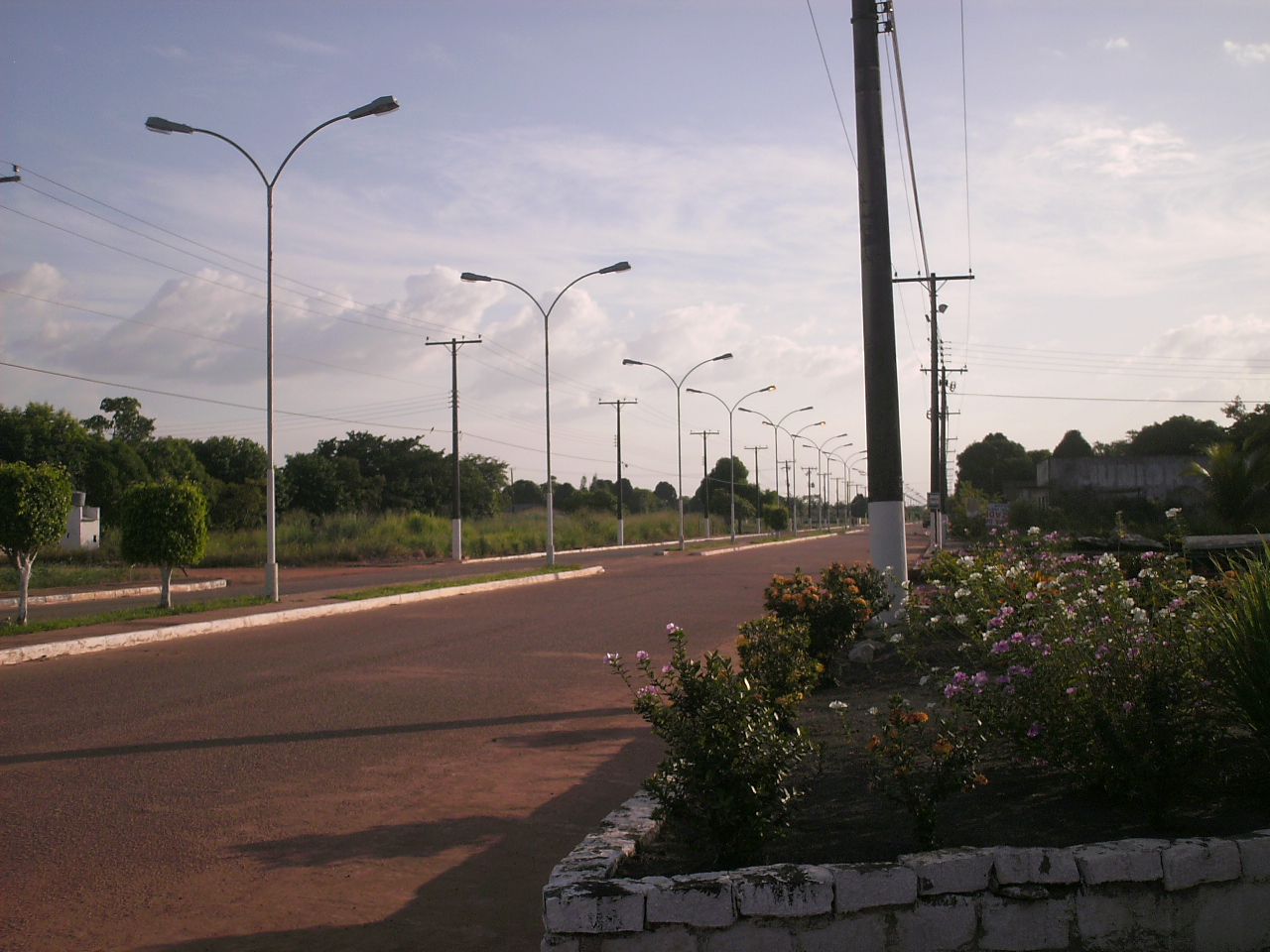
Caracaraí

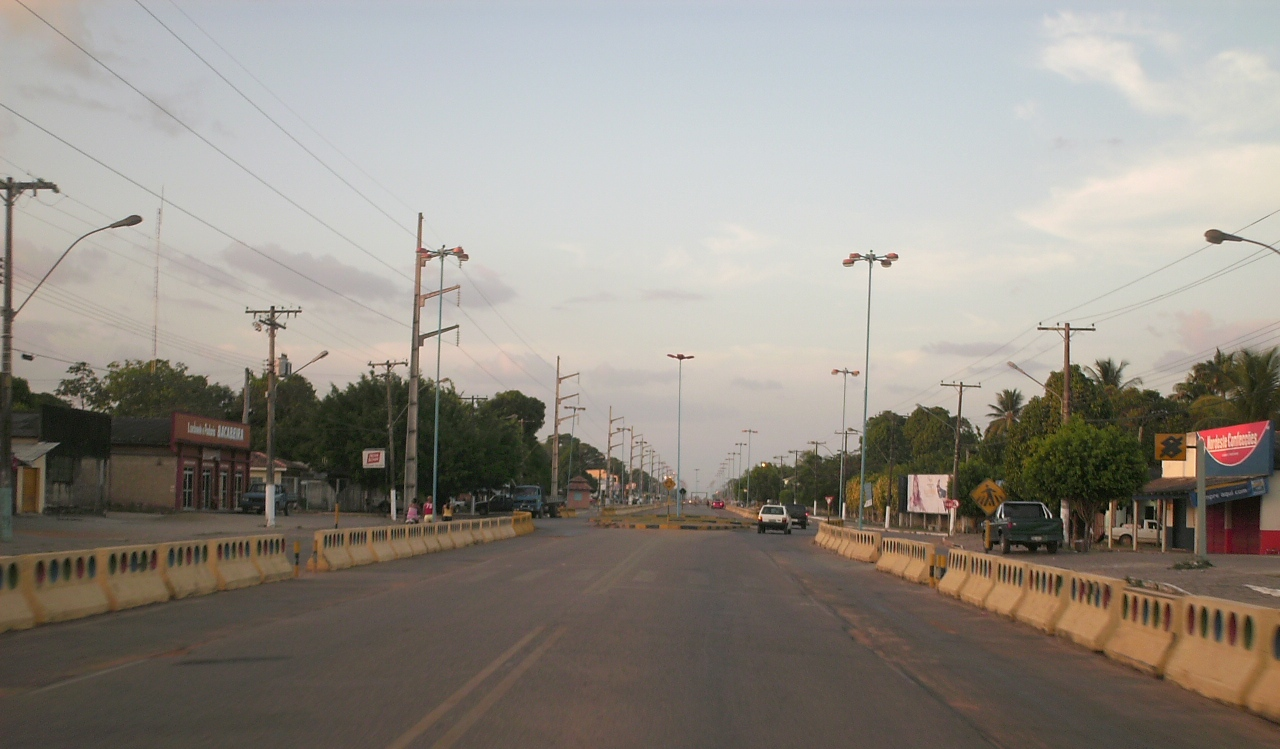
Mucajaí

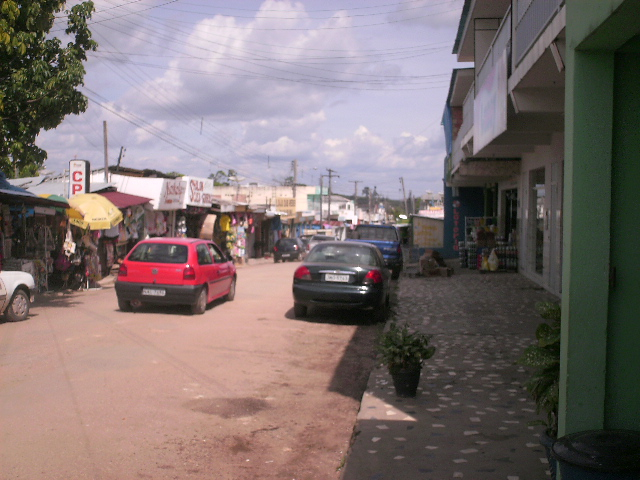
Avenida em Pacaraima

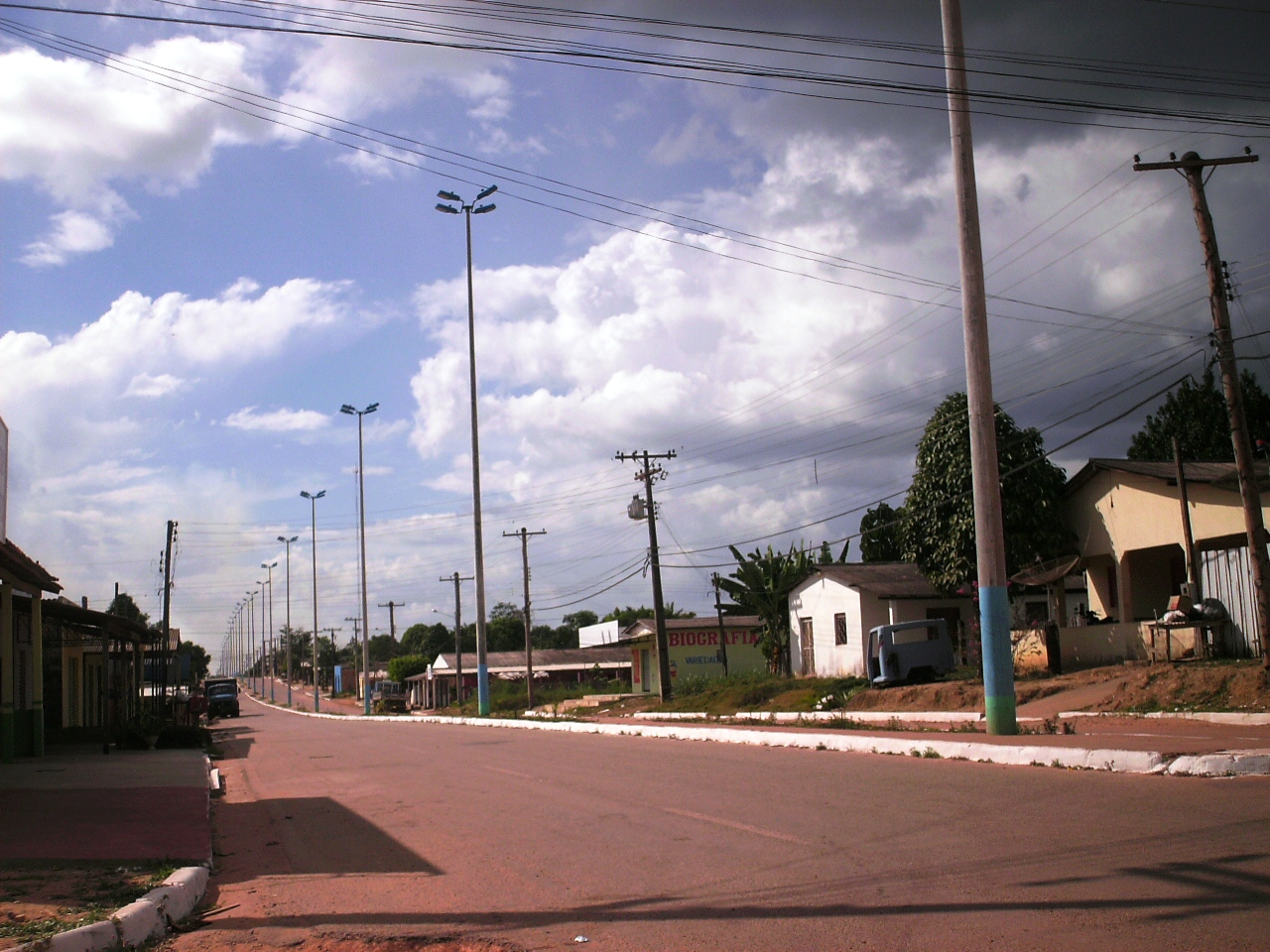
Avenida Ayrton Senna, em Rorainópolis

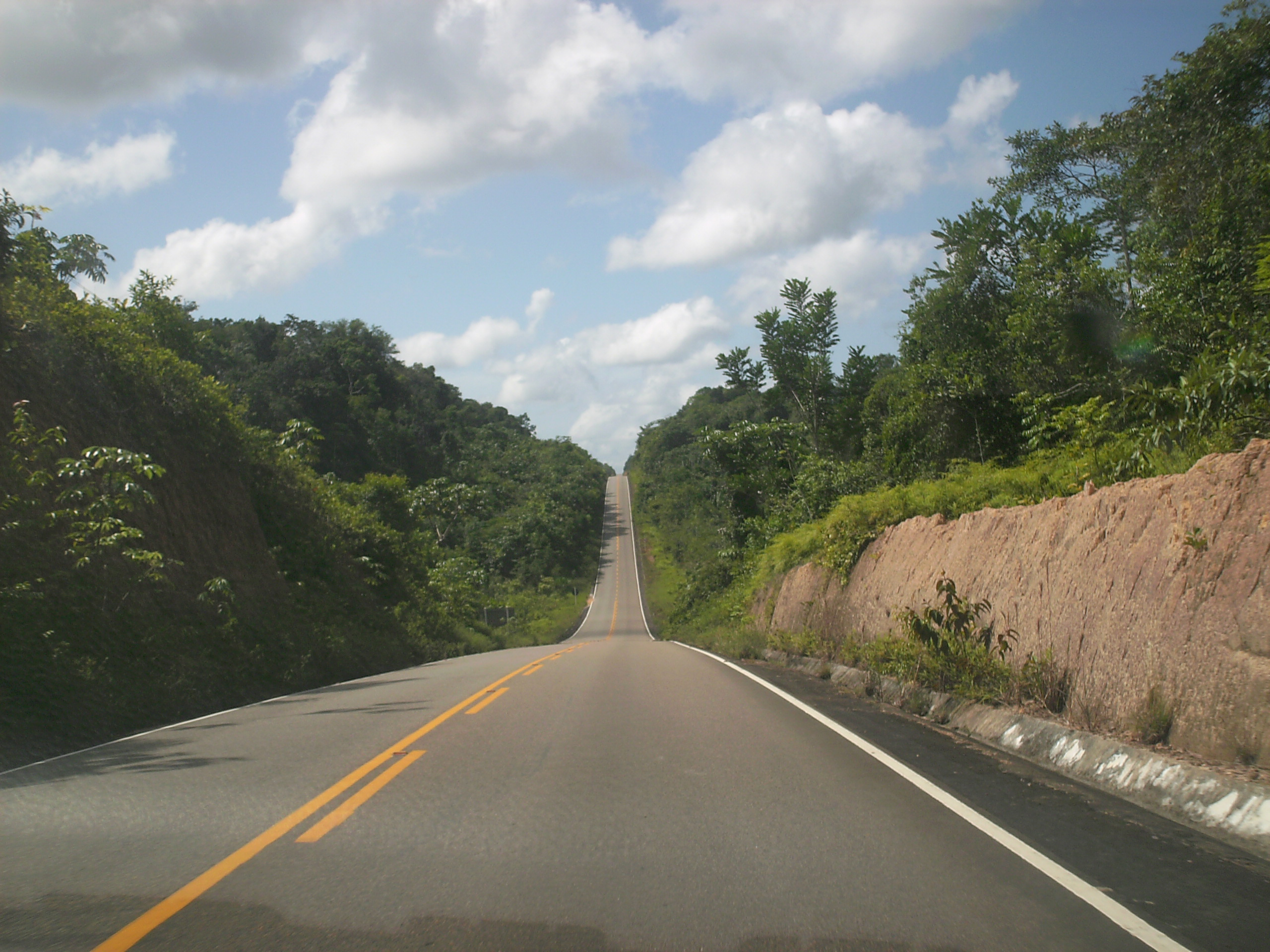
BR-174: importante ligação entre os municípios de Roraima

| #  | Município          | Código IBGE | Localização |
| -- | ------------------ | ----------- | ----------- |
| 1  | Amajari            | 1400050     |             |
| 2  | Alto Alegre        | 1400027     |             |
| 3  | Boa Vista          | 1400100     |             |
| 4  | Bonfim             | 1400159     |             |
| 5  | Cantá              | 1400175     |             |
| 6  | Caracaraí          | 1400209     |             |
| 7  | Caroebe            | 1400233     |             |
| 8  | Iracema            | 1400282     |             |
| 9  | Mucajaí            | 1400308     |             |
| 10 | Normandia          | 1400407     |             |
| 11 | Pacaraima          | 1400456     |             |
| 12 | Rorainópolis       | 1400472     |             |
| 13 | São João da Baliza | 1400506     |             |
| 14 | São Luiz           | 1400605     |             |
| 15 | Uiramutã           | 1400704     |             |